# Ryby chrzęstnoszkieletowe
Ryby chrzęstnoszkieletowe, ryby chrzęstne, chrzęstniki (Chondrichthyes) – gromada kręgowców wodnych – tradycyjnie zaliczanych do ryb właściwych (Pisces) – obejmująca chimery, płaszczki i rekiny, łącznie około 1200 gatunków. Żywią się pokarmem zwierzęcym. Większość gatunków ryb chrzęstnych żyje w wodach morskich. Rekiny znane są z zapisów kopalnych datowanych na ponad 400 mln lat, płaszczki pojawiły się prawdopodobnie 200 milionów lat temu, a chimery ok. 360 mln lat temu.

## Budowa
Jak sama nazwa wskazuje chrzęstnoszkieletowe mają chrzęstny szkielet i strunę grzbietową. Ich ciała są nagie lub pokryte łuskami plakoidalnymi, tzw. zębami skórnymi. Brak pęcherza pławnego, skrzela mają osobne ujścia w postaci 4–7 par szpar skrzelowych. Ciało ma wrzecionowaty kształt, u płaszczek jest mocno spłaszczone grzbietowo-brzusznie. U spodoustnych (płaszczki i rekiny) przód głowy jest wyciągnięty w dziób, pod którym znajduje się otwór gębowy i narządy węchu. Promienie płetw spodoustnych są miękkie. Płetwa ogonowa jest asymetryczna, szczęki uzbrojone w potężne pokryte szkliwem zęby. Łuk żuchwowy ruchomo zestawiony z puszką mózgową. Tuż za oczami znajduje się połączony z gardzielą otwór, zwany tryskawką, będący rudymentem dodatkowej szpary skrzelowej. U zrostogłowych puszka mózgowa jest zrośnięta z górną częścią łuku żuchwowego na stałe. Ich zęby nie mają szkliwa, tworzą tzw. płytki żujące. 4 pary szpar skrzelowych leżą blisko siebie i są przykryte wspólnym fałdem skórnym, dlatego widoczna jest tylko jednak z nich. Pływalność niektórych chrzęstnoszkieletowych zwiększa bogata w tłuszcz wątroba. Niektóre ryby mają jednak pływalność ujemną, dlatego muszą znajdować się w ciągłym ruchu, w przeciwnym razie bowiem mogłyby opaść na zbyt duże głębokości.

## Odżywianie się
Spodouste są drapieżnikami, przystosowanymi do ścigania swoich ofiar, do których zalicza się przeróżne zwierzęta, od skorupiaków po walenie. Wyczuwają swoje ofiary z dużych odległości dzięki rozwiniętemu zmysłowi węchu. Niektóre gatunki stanowią zagrożenie dla człowieka. Najwięksi przedstawiciele spodoustych, np. rekin wielorybi żywią się planktonem. Ich zęby są bardzo małe, w jamie ustnej rozwinęły się sztywne wyrostki filtrujące wodę i odcedzające plankton. Ryby zrostogłowe również są drapieżnikami: żywią się głównie skorupiakami, mięczakami, szkarłupniami i parzydełkowcami. Nieliczne gatunki chrzęstnoszkieletowych są padlinożercami (np. wygryzacz) lub pasożytami, żerującymi na dużych rybach kostnoszkieletowych lub na ssakach morskich.

## Rozmnażanie
U chrzęstnoszkieletowych występuje zapłodnienie wewnętrzne, część płetw brzusznych u samców przekształciła się w narząd kopulacyjny – pterygopodium. U spodoustych występuje kloaka. Większość gatunków jest jajorodna, nieliczne jajożyworodne lub żyworodne. W zależności od gatunku jednorazowo na świat przychodzi od 2 do 300 młodych.

## Cechy charakterystyczne
- szkielet zbudowany z chrząstek, bez kości
- szczeliny skrzelowe w liczbie 1–7 (najczęściej 5) na każdym z boków ciała, bez pokrywy skrzelowej
- płetwy piersiowe ustawione poziomo
- heterocerkiczna płetwa ogonowa
- ciało nagie, bądź pokryte łuskami plakoidalnymi
- zęby osadzone w tkance łącznej, wymieniane okresowo
- brak pęcherza pławnego, rolę pęcherza pełni wątroba z dużą ilością tłuszczu zmniejszająca ciężar ryby oraz aktywne ruchy
- złożony układ rozrodczy, zapłodnienie wewnętrzne, u samców obecne pterygopodium, ryby jajorodne (jaja w twardych otoczkach) lub jajożyworodne
- poza nielicznymi wyjątkami żyją w wodach słonych

Od bezszczękowców różnią się dobrze rozwiniętymi szczękami, parzystymi nozdrzami i obecnością płetw parzystych. Od ryb kostnoszkieletowych odróżnia je przede wszystkim budowa szkieletu, łusek i zębów.

## Ślady kopalne
Najstarsze ślady kopalne chrzęstnoszkieletowych są bardzo ubogie – ograniczają się do łusek pochodzących z terenów obecnej Ameryki Północnej z okresu ok. 455 mln lat temu i nie przez wszystkich paleontologów są akceptowane, ponieważ znacznie różnią się od łusek współczesnych rekinów. Paleontolodzy są zgodni co do tego, że chrzęstnoszkieletowe pojawiły się na początku syluru. Najstarszy znany rodzaj nazwano Elegestolepis. Najstarsze znalezione zęby rekina (z rodzaju Leonodus) pochodzą z okresu ok. 400 mln lat temu.
Główne dwa kierunki rozwojowe chrzęstnoszkieletowych to sprawnie pływające rekiny o wydłużonym ciele oraz prowadzące przydenny tryb życia płaszczki o charakterystycznym dyskoidalnym kształcie ciała. Odrębną gałąź stanowią chimery.
| zrosłogłowe |
| ----------- |
| chimery     |

| spodouste | spodouste |
| --------- | --------- |
| rekiny    | płaszczki |

W oceanach żyją też ryby, które zachowały cechy pośrednie pomiędzy rekinami a płaszczkami. Należą do nich piłonosy, ryby piły oraz ryby przypominające kształtem gitarę (z ang. guitar-fish)

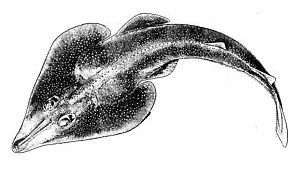
Rhinobatos lentiginosus

## Systematyka
Do roku 2015 opisano naukowo około 1200 gatunków ryb chrzęstnoszkieletowych.
Tradycyjny podział na rekiny i płaszczki nie odzwierciedla w pełni relacji pokrewieństwa i ewolucji ryb chrzęstnoszkieletowych. Współcześnie żyjące gatunki dzielone są na dwie podgromady:
- spodouste (Elasmobranchii) – obejmuje rekiny i płaszczki
- zrosłogłowe (Holocephali) – obejmuje chimery